# Honda Gold Wing

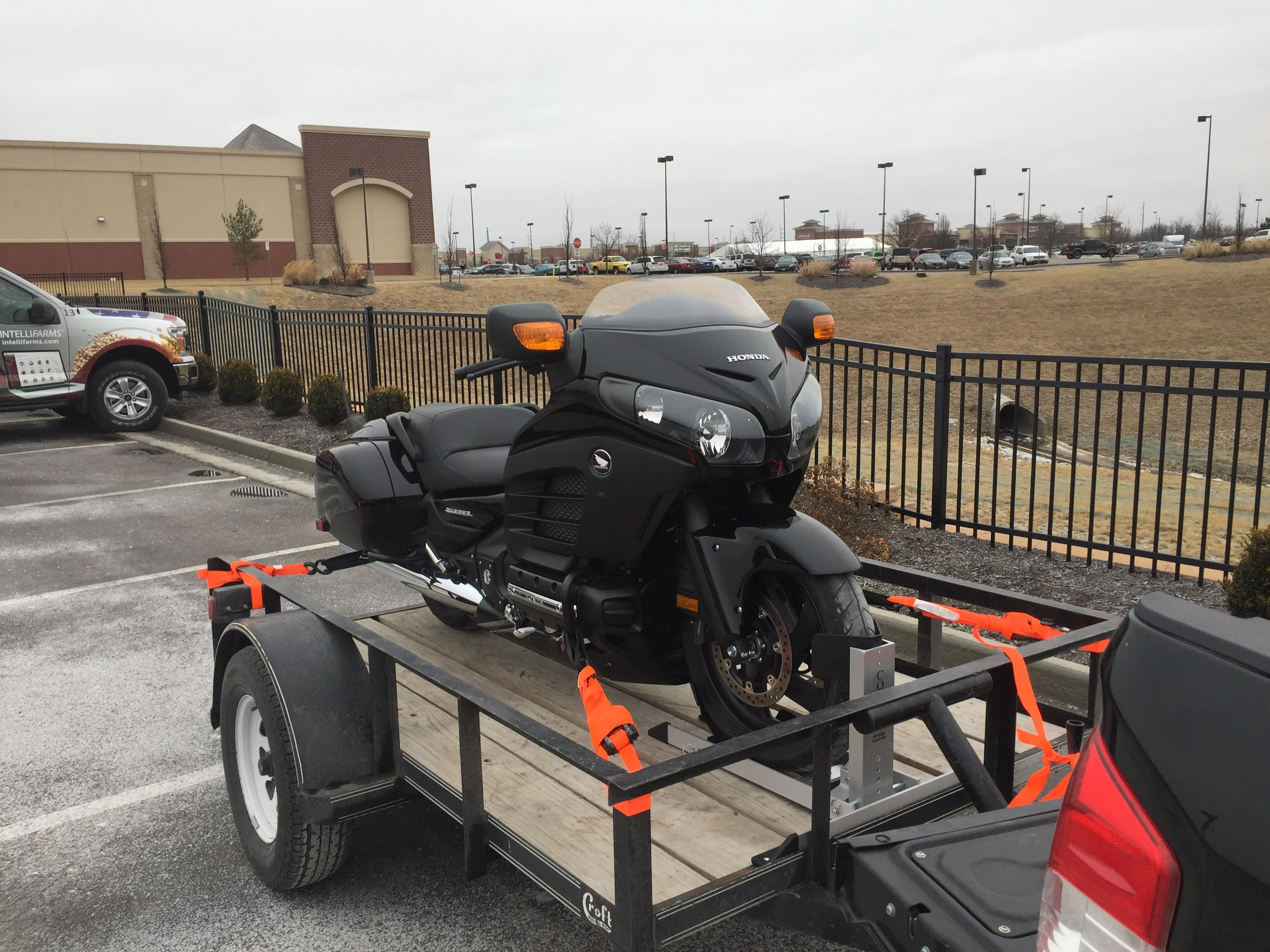
En Honda Gold Wing GL1800B F6B av 2013 års modell.

Honda Gold Wing (även kallad Guldvinge i Sverige) är en motorcykel tillverkad av Honda. Modellen innebar starten för Honda som lyckosam tillverkare av tunga touringmotorcyklar.
Firmans försök med en tvärställd sexa på 1000 kubik hade däremot blivit en flopp. 
I början användes för Gold Wing en vattenkyld fyrcylindrig boxermotor och kardandrift.  Typen (999 cc) började tillverkas 1974. Med tiden lanserades nya modeller med allt större och bättre motorer. Den fyrcylindriga boxermotorn byttes från 1988 mot en som var försedd med sex cylindrar. Honda Gold Wing har nu (2018) en motor på inte mindre än 1832 cc. 
Från årsmodell 2012 tillverkas Gold Wing uteslutande i Japan, länge gjordes den enbart i firmans fabrik i Ohio, USA.

## Modellvarianter
- GL1000 (1974-1979)
- GL1100 (1980-1983)
- GL1200 (1984-1987)
- GL1500 (1988-2000)
- GL1800 (2001-)